# Denia
Denia (valencijsky a oficiálně Denia) je město ve španělském Valencijském společenství, které se nachází na severním pobřeží provincie Alicante. Je hlavním městem regionu Marina Alta, známé je také jako "Marquesado de Denia". K 1. lednu 2019 zde žilo 42 166 obyvatel (INE), ale v létě může počet obyvatel dosáhnout pětinásobku, tedy až 200 000. Podle sezónních údajů ministerstva financí a veřejné správy je to španělská obec s méně než 50 000 obyvateli, do které přijíždí mnoho rekreantů.
11. prosince 2015 bylo město prohlášeno UNESCO za město s kreativní gastronomií.

## Toponymie
Toponymum pochází z latinského Dianium. Po většinu 20. století se spekulovalo, že termín Dianio pochází z iberské osady zvané Diniu, o níž svědčí některé nálezy mincí. Ukázalo se však, že se jedná o nesprávné přečtení výrazu Tabaniu, iberské mincovny v údolí středního toku Ebra, takže dnes se za pravdivou považuje tradiční teorie, že pochází od Diany, římské bohyně ztotožňované s Artemidou. V andaluském období se název změnil na دانية (Dāniya) a po zpětném dobytí křesťany na současné jméno.

## Fyzická geografie

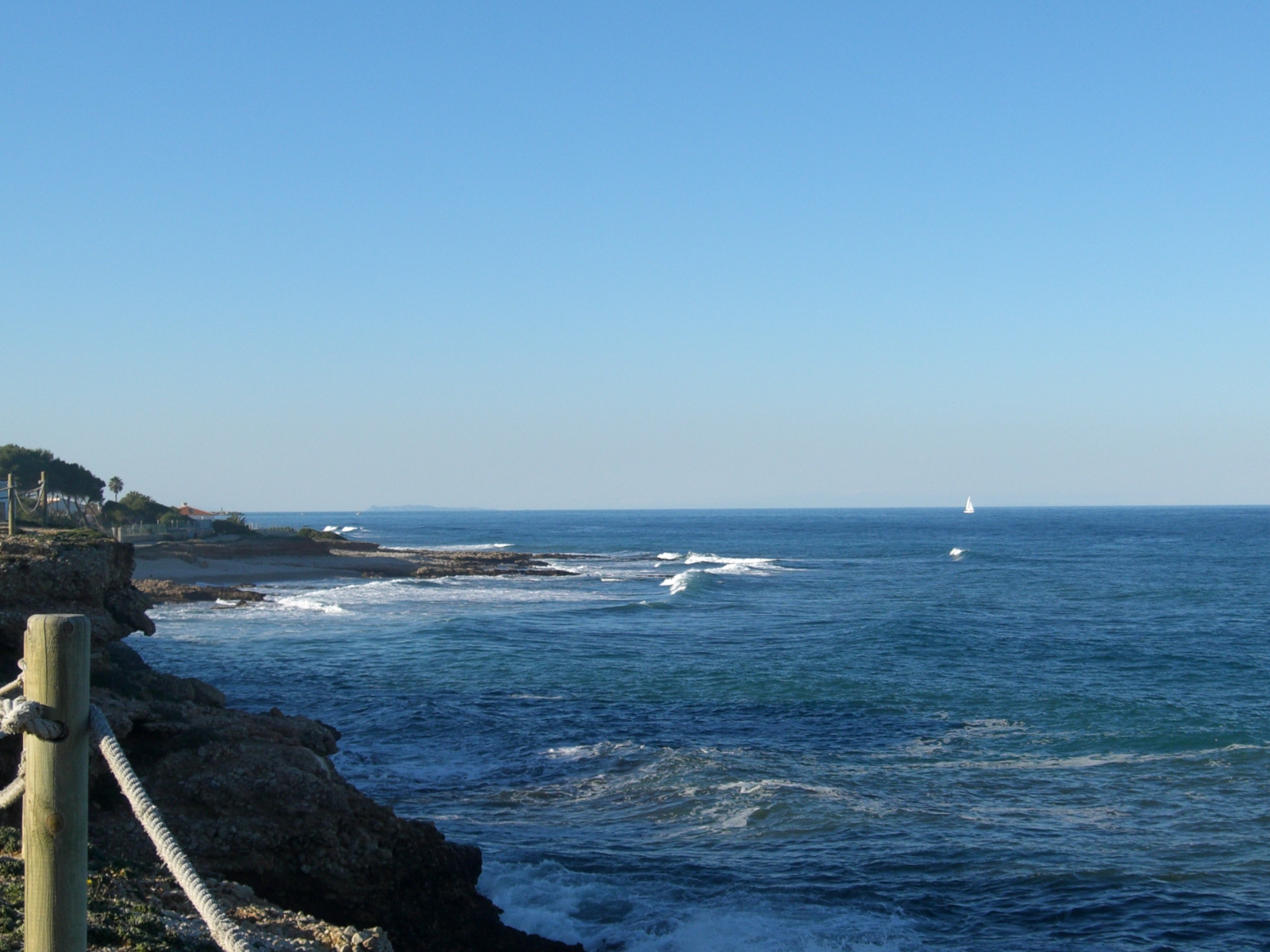
Zátoky Denie.

Montgó, dříve nazývané Monte Kaón (753 m n. m.), zabírá velkou část jižní poloviny obce a od roku 1987 je vyhlášeno přírodním parkem. Na jeho úpatí se nachází mys San Antonio ve výšce 160 m n. m., kde se nachází stejnojmenná mořská rezervace.
Mezi pohořím Montgó a mořem se rozprostírá rovina známá jako Dénijská nížina (Plana de Denia), tvořená velmi úrodnými čtvrtohorními erozními a aluviálními materiály, kde se rozvíjí zemědělství. Podél téměř 20 kilometrů pobřeží otevřeného moře na severu a severovýchodě se střídají nízká písčitá pobřeží s bažinami, které se vyskytují v severní oblasti a rozeklaná skalnatá pobřeží Las Rotas, která dosahují nejvyšší výšky u Cova Tallada, kde končí území Dénie a začíná Jávea.
Řeka Girona, která vytéká z údolí Vall de Laguart, protéká pohořím Pla, vlévá se do moře u Almadraby a vytváří malou deltu (la Punta). Kratší potoky jsou v četných roklích, které se svažují z nedalekého pohoří Montgó.
Hraniční města

## Počasí
Podnebí v Denii je mimořádně mírné a klidné, s ročním teplotním průměrem 18 °C. Průměrný roční úhrn srážek v Denii je 500–600 mm, i když oficiální údaje to nepotvrzují. Zimy jsou krátké a mírné a léta dlouhá a horká. Klima v Denii je tak mírné a klidné, že v samotném městě je dokonce památník, který chválí zdejší klimatické podmínky. Průměrná teplota v nejchladnějším měsíci (leden) je 12,3 °C (17,2 maxima a 7,4 minima), zatímco průměrná teplota v nejteplejším měsíci (srpen) je 26,8 °C (31,6 maxima a 22,0 minima). Podnebí je subtropické středomořské (Köppen: Csa).

### Větry
Převládající větry: Lebeche, Poniente, Levante, Norte. Převládající větry v Denii podporují provozování vodních sportů, jako je windsurfing, surfování, kitesurfing a plachtění.
Denia je jedním z nejpříznivějších míst ve Španělsku pro windsurfing a kitesurfing. Nejvhodnějšími oblastmi jsou pláže Les Deveses a Punta del Raset (obě vyznačené pro provozování tohoto sportu).
Co se týče plachtění, Denia má kromě Real Club Náutico de Denia také několik škol a dlouhou tradici v pořádání regat, například slavné Ruta de la Sal nebo Copa del Canal.

## Historie
Přestože archeologicky je doloženo iberské osídlení (Diniu), tak nejstarší část města je římská, ta se nachází severně od současného města a naproti starému přístavu. Historické texty a archeologické nálezy naznačují, že v 1. století př. n. l. si Sertoriova vojska zřídila v Dianiu námořní základnu. V době vrcholného císařství zažilo město období rozkvětu, kdy se ze stipendijního města stalo obcí. V letech 636-693, v době vizigótského království, bylo Dianium biskupským sídlem závislým na Toledu. Ve vizigótské Hispánii to bylo biskupské sídlo katolické církve, sufragán arcidiecéze Toledo, která zahrnovala starou římskou provincii Carthaginensis v diecézi Hispania.

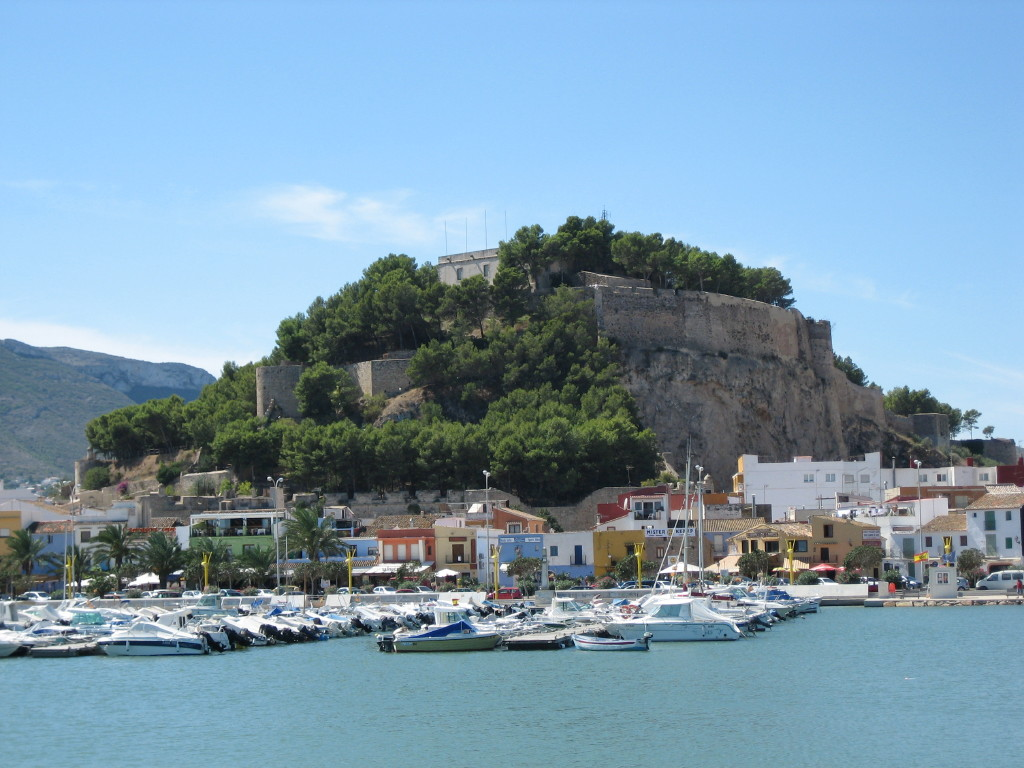
Hrad Dénia.

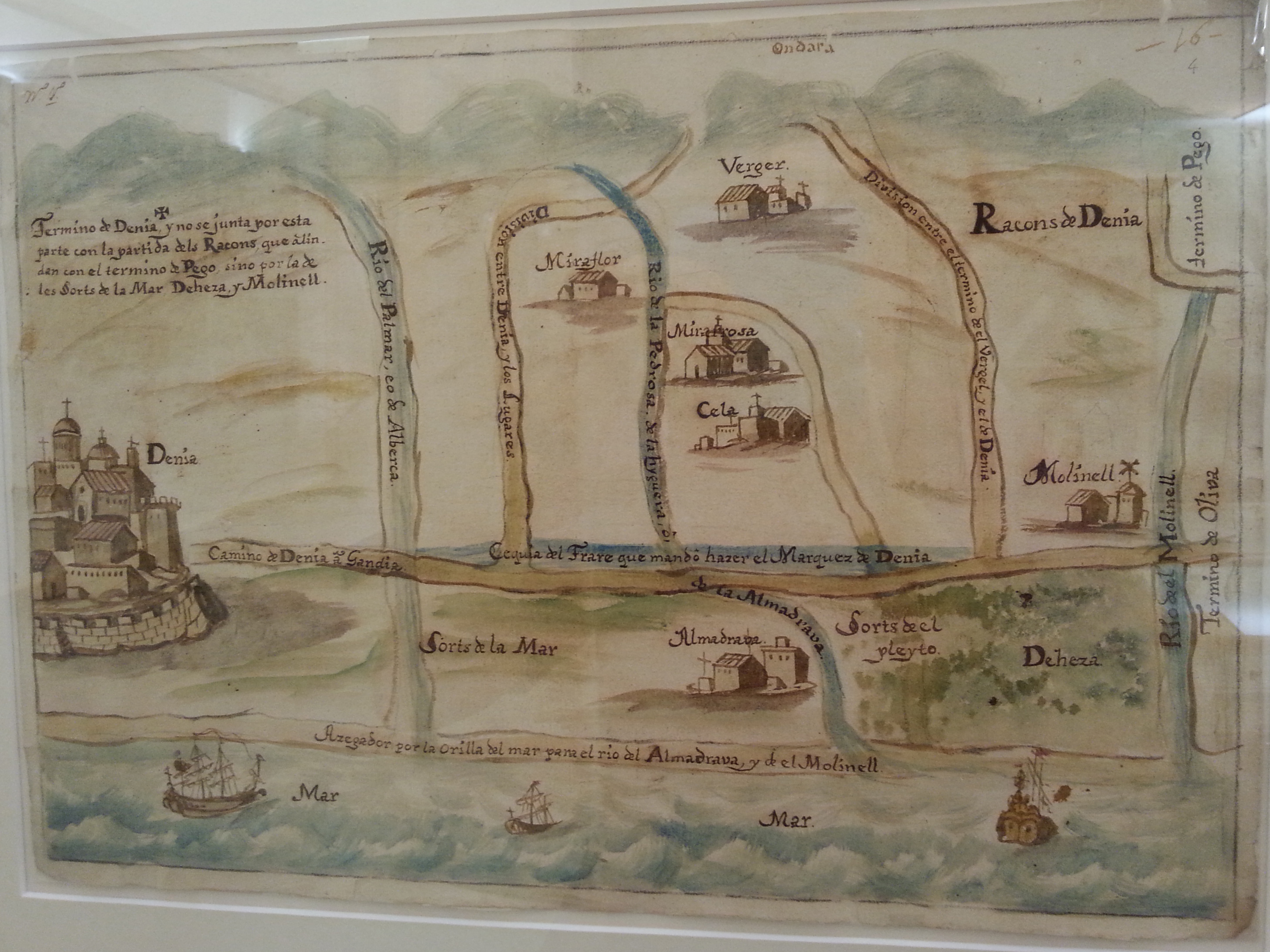
Mapa z roku 1718 částí Sorts de la Mar, Devesa a el Molinell v areálu Denie.

V muslimském období město dosáhlo vrcholu své expanze a síly, což vyvolalo okamžik velké kulturní síly. Daníja se stala hlavním městem tajfy, kterou v roce 1010 vytvořil emír Muyahid al-Amiri al-Muwaffaq, jenž anexí Baleárských ostrovů vytvořil z království významné námořní a obchodní centrum, které razilo vlastní měnu až do vpádu Almohadů. Tajfa ztratila svou nezávislost v roce 1076, kdy byl Iqbal al-Dawla svržen Al-Muqtadirem, húdským králem tajfy v Zaragoze, jíž byla součástí až do vpádu Almoravidů (1091).
Dobytí města křesťany v roce 1244 vedlo k vážné komplikaci v rozvoji města, které bylo po odsunu muslimského obyvatelstva prakticky neobydlené. Město Denia, které bylo znovu osídleno na základě valencijské charty, se stalo centrem křesťanské moci v oblasti obývané převážně muslimy. Jakub II. Aragonský zahájil období vlády, když v roce 1298 postoupil město Ponciovi z Ampurie. Později, za vlády rodu Gandía, se město stalo hrabstvím (1356) a za Alfonse Velikého se vrátilo ke koruně. Nepřítomnost tohoto panovníka umožnila, že ho poručík Juan de Navarra daroval kastilskému Diego Gómez de Sandoval y Rojas (1431), což vyvolalo nespokojenost města, které si po jeho smrti vyžádalo opětovné začlenění do království (1455) s podporou města Valencie, které hrad okupovalo až do roku 1477, k čemuž patřily i pozemky v okolí města, které dodnes nesou název markýzství.
Křesťanské dobytí v roce 1244 vedlo k vážnému zpomalení rozvoje města, které bylo prakticky neobydlené, když z něj bylo odstraněno muslimské obyvatelstvo. Přesídleno do jurisdikce Valencie, města Denia, snížilo albumaru hradu, který se stal centrem křesťanské moci v obecném slova smyslu obydleném hlavně muslimy. Jaime II Aragónský začíná etapu vznešeného panství, když v roce 1298 postoupil město Poncio de Ampurias . Později, pod domem Gandía, se stal krajem ( 1356 ) a vracel se ke koruně v době velkodušného Alfonsa . Absence tohoto panovníka umožnila poručíkovi Juanu de Navarrovi darovat jej kastilskému Diegu Gómezovi de Sandoval y Rojasovi ( 1431 ), s následnou nespokojeností města, který po jeho smrti požadoval opětovné začlenění do království ( 1455) ) s podporou města Valencie, které hrad obsadilo až do roku 1477, které zahrnovalo země obklopující město, které dodnes dostávají jméno Marquesado.
Hrabství zůstalo v rukou rodu Sandovalů, kteří jej v roce 1487 povýšili na markýzství. Prvním markýzem z Denie byl Diego Gómez de Rojas y Sandoval (1487-1502). Titul mu udělili katoličtí panovníci a získal také titul hraběte z Lermy. Oženil se s Catarinou de Mendoza, dcerou Iñiga Lópeze de Mendoza (1. markýze ze Santillany). Po něm nastoupil jeho syn (2. markýz z Denie) Bernardo de Sandoval (1502-1536). S panovníky navázal velmi blízký vztah, když se oženil s Františkou Enriquezovou, sestřenicí Ferdinanda Katolického, a získal titul velmože. Třetím markýzem byl jeho syn Luis de Rojas y Sandoval, který se velmi sblížil s panovníky.

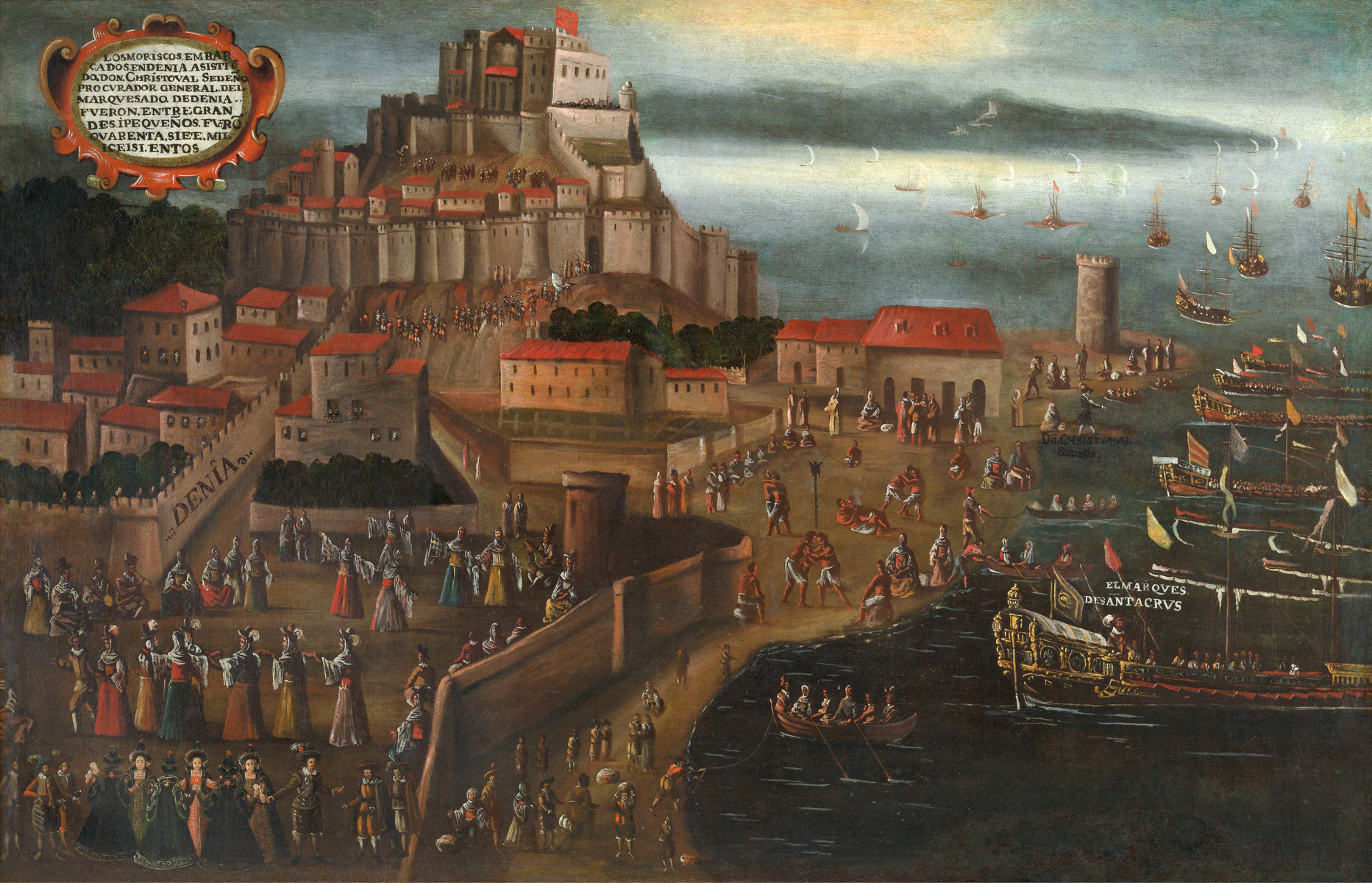
Vyhnání Maurů přes přístav Denia. Obraz Vicente Mostreho (1613).

Čtvrtý markýz Francisco de Rojas y Sandoval (1570-1574), otec vévody z Lermy, se stal jedním z nejvýznamnějších dvořanů za vlády Filipa II. Oženil se s Isabel de Borja z rodu vévody a vévodkyně z Gandíe. Po něm roku 1599 nastoupil Francisco Gómez de Sandoval y Rojas, 5. markýz z Dénie, hrabě z Lermy a později vévoda z Lermy, titul vévody mu udělil Filip III. Vévoda z Lermy, pátý markýz z Denie a oblíbenec Filipa III., udělil městu 4. dubna 1612 významná privilegia a titul města. Podpořil vyhnání Maurů (1609), z nichž se 25 000 nalodilo v denijském přístavu a zamířilo do Barbary, což vedlo k vylidnění a hospodářskému úpadku markrabství.

Od 18. století se město účastnilo války o španělské dědictví a jako první prohlásilo arcivévodu Karla za krále. Válka a následné represe způsobily, že se město dostalo do krize. Nakonec jej 17. listopadu 1708 obsadili Bourboni. Hrad, který byl vážně poškozen, byl nakonec zbořen během španělské války za nezávislost. V 19. století byla Denia znovu začleněna do království (1804) a postupně se rozrůstala, což začalo v přímořské čtvrti, která se v letech 1837-1839 administrativně osamostatnila. Rozkvět sultánského obchodu dal vzniknout obchodním společnostem a přilákal zahraniční společnosti, což mělo za následek nárůst počtu obyvatel, který se v letech 1860-1900 zvýšil z 6538 na 12 413 obyvatel (dianenses).

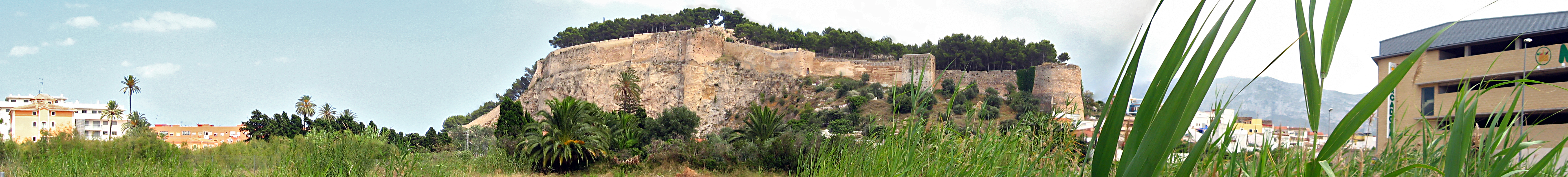
Panoramatický výhled na hrad Dénia.

## Plánování
Kontroverzní plánování města Denia začal "Plan Especial de Reforma Interior y Extensión de la zona Norte y Sur de Denia" (česky Zvláštní plán reformy vnitrozemí a rozšíření severní a jižní oblasti města Denia) a "Normas Provisionales" (česky Prozatímní zákony), oba dokumenty z roku 1966 a pod záštitou "Ley del Suelo de 1956" (česky Pozemkový zákon z roku 1956). Tyto dokumenty měly umožnit výstavbu v celé obci, zejména v pobřežním pásu; tyto dokumenty, které měly provizorní charakter, kultivovaly prostředí trhu s pozemky, vytvářely výhody pro vlastníky pozemků, ale zároveň přinášely nejrůznější problémy.
Z tohoto důvodu byl v roce 1972 vytvořen „Obecný plán územního plánování“ (PGOU), dokument, který zjevně učinil konec městskému zhýralosti a racionalizaci výstavby s krajinou. Tento PGOU je vyvíjen prostřednictvím dílčích plánů, jako jsou:
Z tohoto důvodu byl v roce 1972 vytvořen "Plan General de Ordenación Urbana" (česky Obecný plán rozvoje měst, PGOU), dokument, který měl ukončit urbanistickou zhýralost a racionalizovat výstavbu v souladu s krajinou. Tento plán byl rozšiřován prostřednictvím dílčích plánů, jako jsou:
- Dílčí plán průmyslové zóny z roku 1973, který vznikl veřejným zájmem, ale byl podporován silným hračkářským průmyslem, a který vytvořil současnou průmyslovou zónu.
- Dílčí plán městského centra a oblasti vlivu z roku 1976, dokument, který se pokouší poskytnout městské oblasti podrobné řízení, protože ji PGOU neměla.
- Dílčí plán městského centra a vlivového území z roku 1976, dokument, který se pokoušel o podrobné plánování městského centra, protože PGOU toto nezahrnoval.
- Dílčí plán Monte Montgó, který po svém schválení přeměnil prakticky celý svah masivu Montgó na městskou půdu, čímž umožnil výstavbu bytů, neboť k tomu bylo zapotřebí pouze stavební povolení. Vznikla tak částečně urbanizovaná oblast (bez chodníků, kanalizace, osvětlení atd.) s labyrintem ulic (vytvořených s ohledem na topografii a dřívější stavby) a zelenými plochami, které nebyly zastavěny nebo se nacházely pouze v roklích, které sestupují z masivu Montgó.
V letech 1990-1992 byl vytvořen "Plan General Municipal de Ordenación" (česky Obecný plán rozvoje obce), v němž byly zmenšeny plochy klasifikované jako městské nebo urbanizovatelné, ale i tak zůstalo velké množství zastavitelných pozemků, které byly díky prosperujícímu trhu s bydlením z velké části zaplněny. Například PGMO klasifikuje všechny pozemky v Les Rotes jako městské, což umožnilo zabírat území bez předchozího nebo současného postoupení a urbanizace.
Přechodný obecný plán vypracovaný v letech 2005 až 2007
Všechny plány byly soudně zrušeny, s výjimkou plánu z roku 1972. Proto musel Generalitat v roce 2013 vypracovat přechodný plán s platností na dva roky a s možností prodloužení o další dva roky, aby zabránil tomu, že se územní plánování města vrátí k dokumentu z roku 1972.
V roce 2017 měl být zveřejněn další plán..

## Demografie
Po poklesu počtu obyvatel po přemnožení Mšičky révokaze na počátku 20. století prošel demografický vývoj obce radikální změnou díky turistickému boomu v 60. letech 20. století. Počet obyvatel vzrostl z 12 185 v roce 1960 na 44 726 v roce 2011 při rozloze 66,18 km². Podle posledního sčítání lidu je 29,7 % obyvatel cizí národnosti; z toho 59,0 % pochází z Evropské unie (včetně kolonie 2 619 Němců), 24,6 % z Latinské Ameriky a 10,1 % ze zemí mimo EU.
K 1. lednu 2019 činil počet obyvatel obce 42 166 obyvatel, 20 419 mužů a 21 747 žen.

## Správní organizace
Město a obec Denia je v současné době rozděleno na 10 čtvrtí, přičemž každá čtvrť má svého radního, kterého jí přidělila městská rada.
Sedm z těchto čtvrtí je v jádru města a tři z nich jsou okrajové.
Názvy jednotlivých místních částí a jejich přibližná poloha jsou následující:
- Pod mořem a za hradem (valencijsky a oficiálně Baix la Mar i Darrere del Castell): nachází se v zadní části hradu a v oblasti kolem třídy Miguela Hernándeze a ulice Fueros.
- Diana: čtvrť v okolí železniční trati a v okolí ulice Pintor Llorens.
- Las Marinas (valencijsky a oficiálně Les Marines): předměstí ležící podél silnice Las Marinas. Vzhledem k jeho délce podél pobřeží jsou různé oblasti označovány jako Las Brisas (valencijsky a oficiálně Les Brises) a Las Fuentes (valencijsky a oficiálně Les Fonts).
- Las Rocas (valencijsky a oficiálně Les Roques): čtvrť sousedící s hradem, která se vyznačuje hornatostí a nepravidelným uspořádáním ulic.
- Las Rotas (valencijsky a oficiálně Les Rotes): předměstí ležící podél pobřeží směrem na Cabo de San Antonio.
- Montgó: předměstí ležící na druhé straně železniční trati do Alicante směrem k úpatí masivu Montgó.
- Oeste y Campaments (valencijsky a oficiálně Oest i Campaments): vnitrozemská čtvrť nacházející se na západě města, v oblasti kolem Avenida de Valencia a vjezdu do města ze silnice CV-725.
- París-Pedrera y Campo Rojo (valencijsky a oficiálně París-Pedrera i Camp Roig): čtvrť ve vnitrozemí města, kolem náměstí Plaza Jaime I.
- Puerto y Centro: čtvrť v centru města kolem ulic La Mar a Marqués de Campo.
- Saladar: čtvrť kolem železniční trati v Alicante a křižovatky ulic Calle Diana a Paseo del Saladar.

Existuje také několik osad:
- La Jara (valencijsky a oficiálně La Xara): nachází se západně od centra města, mezi Denií a Ondarou.
- Jesús Pobre: nachází se jižně od Denie, za pohořím Montgó.
- La Pedrera: nachází se na úpatí hory Montgó.

## Politika
Ve volebním období 2003-2007 vládla městské radě strana PSPV-PSOE díky 7 radním, které získala ve volbách v roce 2003, kdy PP získala 5 radních, Bloc 4 radní, koalice Unió-Gent de Dénia 4 radní a Els Verds-L'Entesa 1 radního. Ve volbách v roce 2007 získala PSOE 9 zastupitelů, Bloc 2, PP 5, Centre Unificat 2, Gent de Dénia 2 a Partido Social Demócrata 1 a ve vedení města opět zasedla koalice socialistů a nacionalistů, starostou města zůstal Paqui Viciano. V roce 2008 se Ana Kringe (PP) stala starostkou díky návrhu na vyslovení nedůvěry, který vytvořily strany PP, CU, PSD, GENT DE DÉNIA a socialistický přeběhlík Juan Collado. V roce 2011 zvítězila PP s 9 radními, 8 PSPV-PSOE, 2 CU, 1 BLOC a 1 PSD. Vznikla koaliční spolupráce PP a CU. Ana Kringe se opět stala starostkou.

## Ekonomika

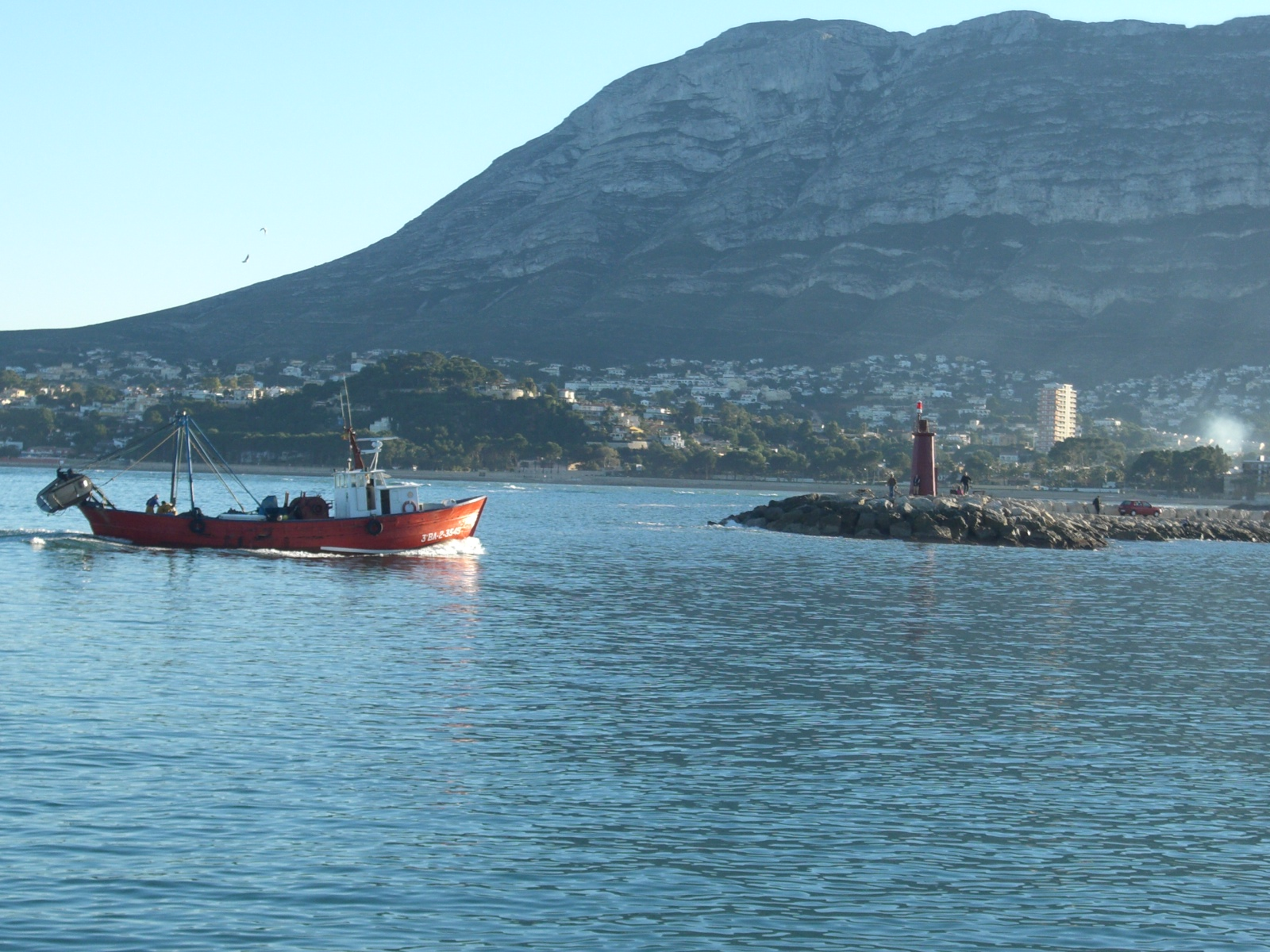
Přístav Denia.

Hroznová krize z počátku 20. století přivedla město do určitého hospodářského útlumu. Od 60. let 20. století se hlavním hospodářským odvětvím v Denii stal cestovní ruch, který nahradil zánik většiny průmyslových odvětví a způsobil zrychlenou urbanizaci.

## Doprava
Denia je napojena na státní silnici N-332 a dálnici AP-7 (Autopista del Mediterráneo; středomořská dálnice) (exit 62). Ve městě se také nachází autobusové nádraží.
Má jednokolejnou železniční stanici, která patří k lince 9 (Denia-Benidorm-Alicante) sítě Alicante Metropolitan TRAM.
Denia má námořní spojení s Baleárskými ostrovy: Ibiza, Palma de Mallorca a Formentera.
Má také síť městských autobusů DeniBus s 5 linkami, které spojují oblasti nejvzdálenější od centra s centrem města. Linky sítě jsou: L1 (Puerto – Las Rotas), L2 (Puerto – Las Marinas), L3 (Puerto – Les Deveses), L4 (Puerto – nemocnice La Jara) a L5 (Toscamar a Jávea)

## Památky

### Historicko-kulturní dědictví

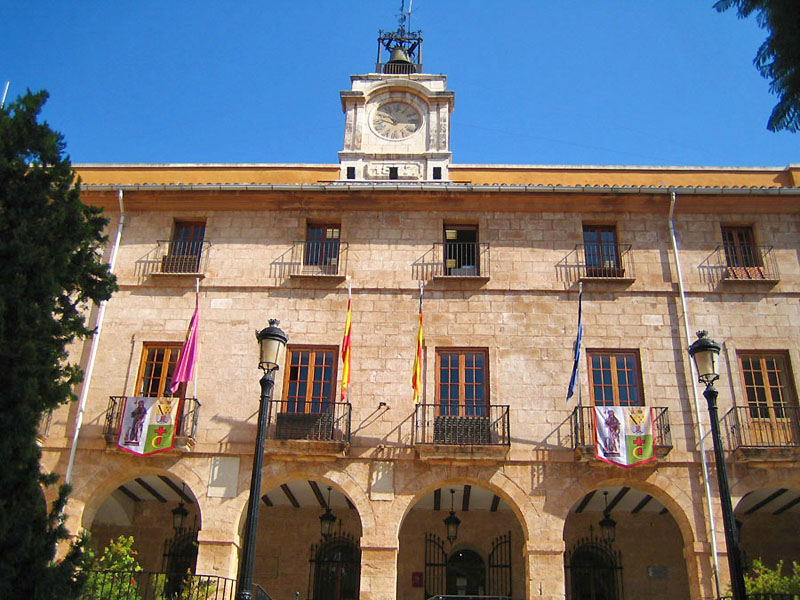
Radnice v Denii.

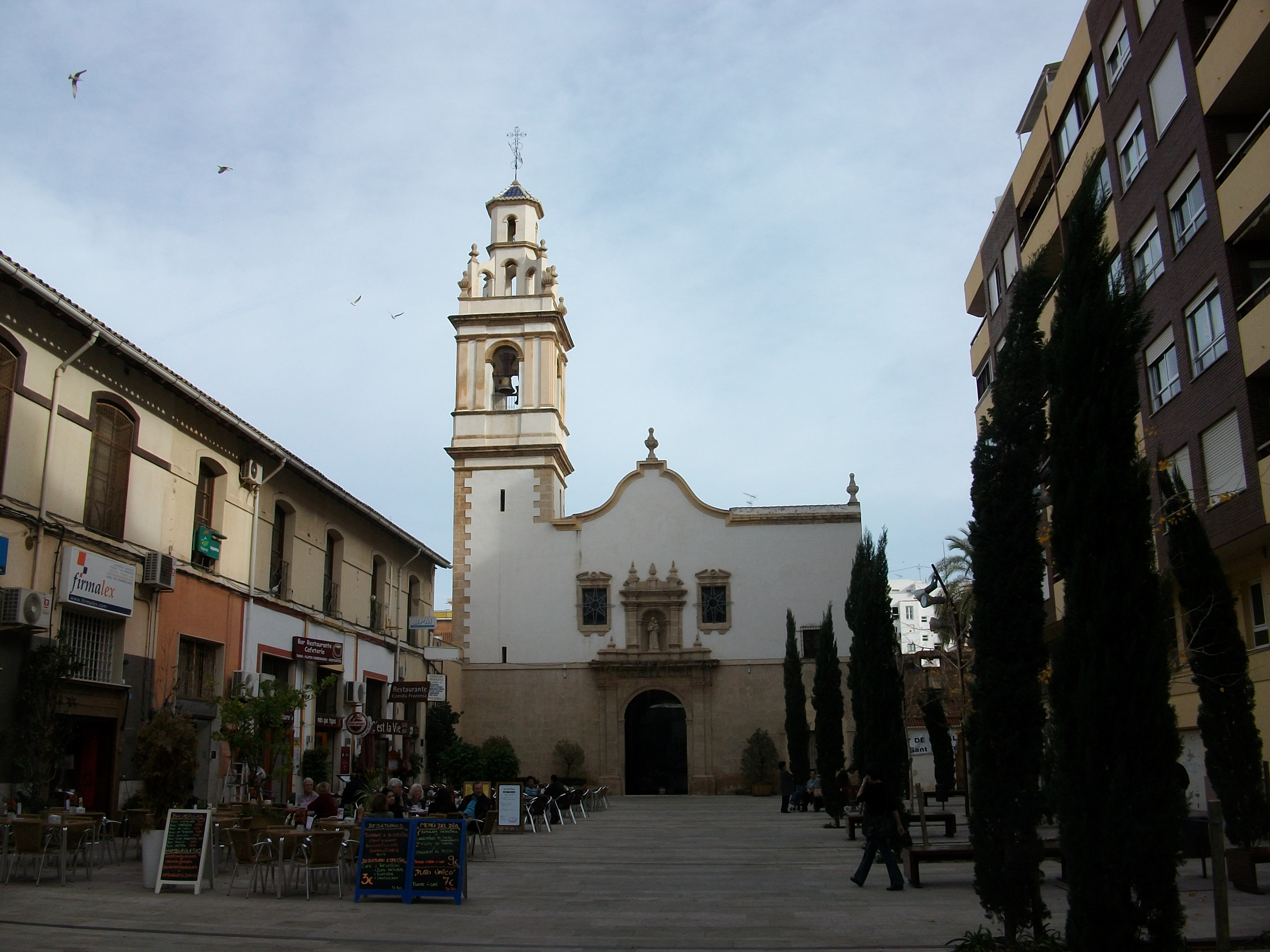
Kostel sv. Antonína.

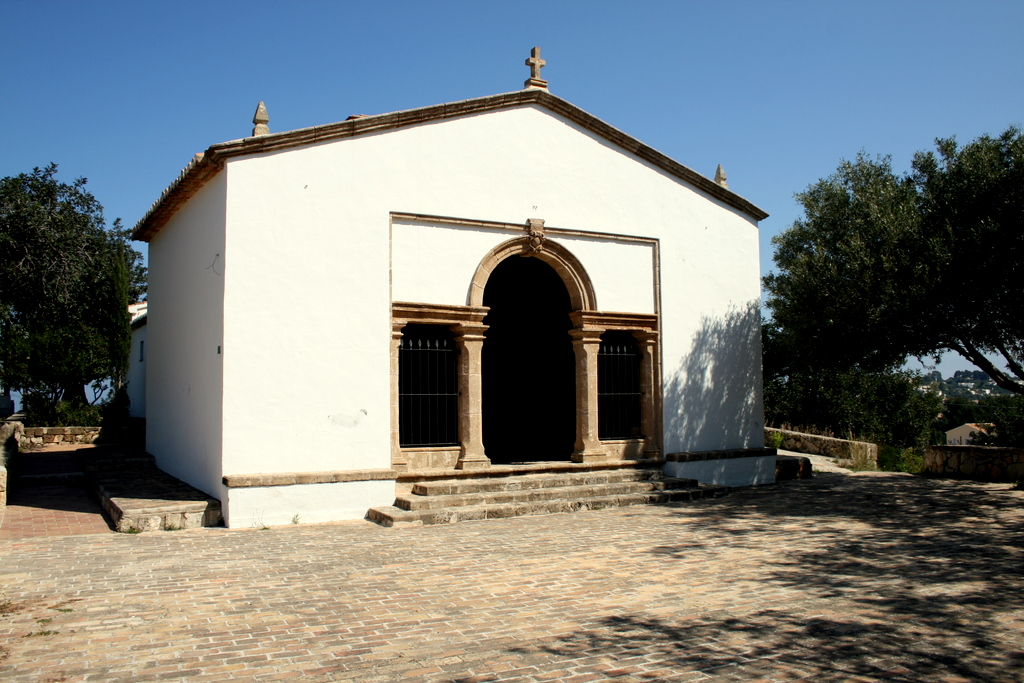
Poustevna sv. Jana.

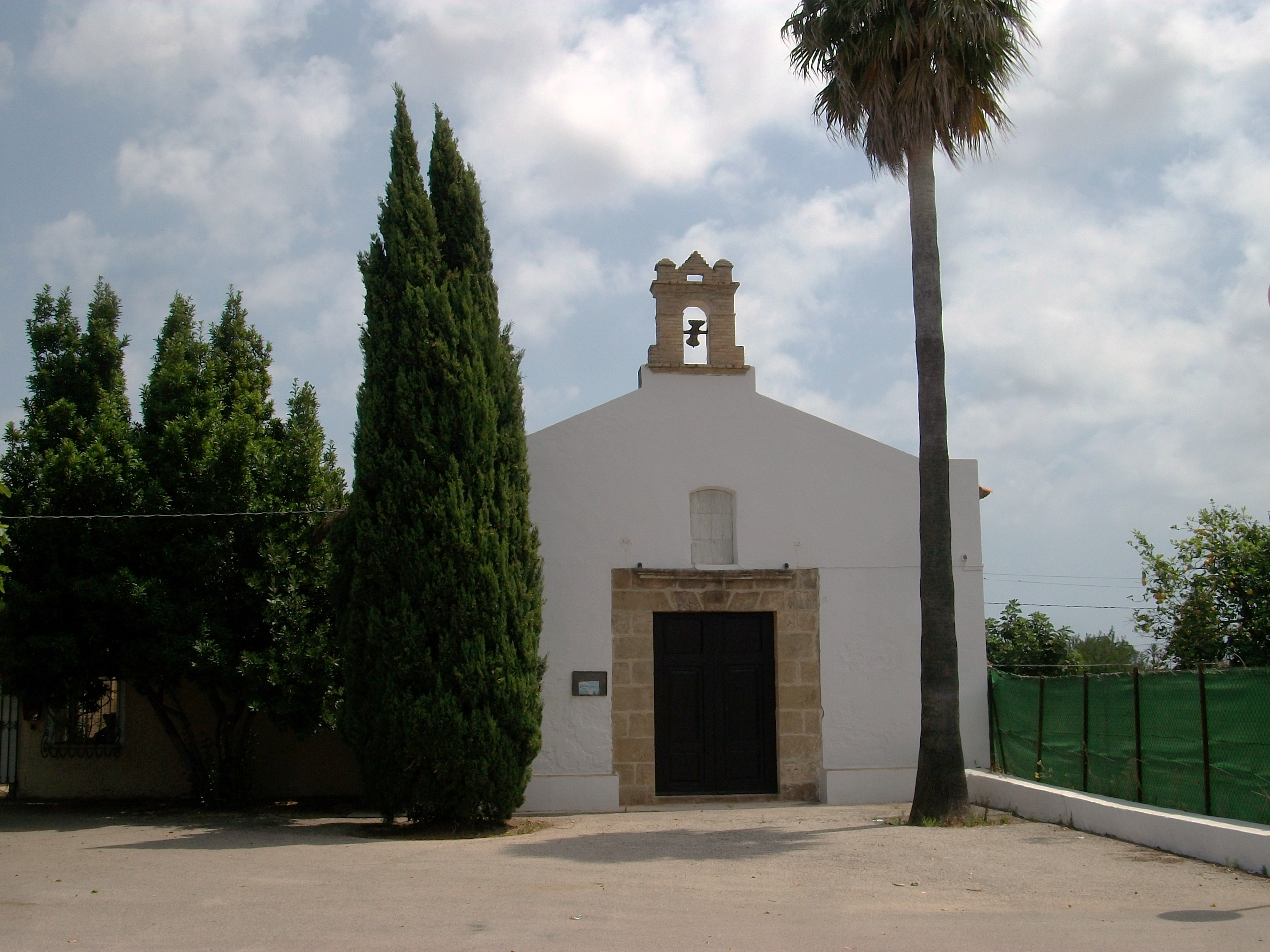
Poustevna sv. Pavly.

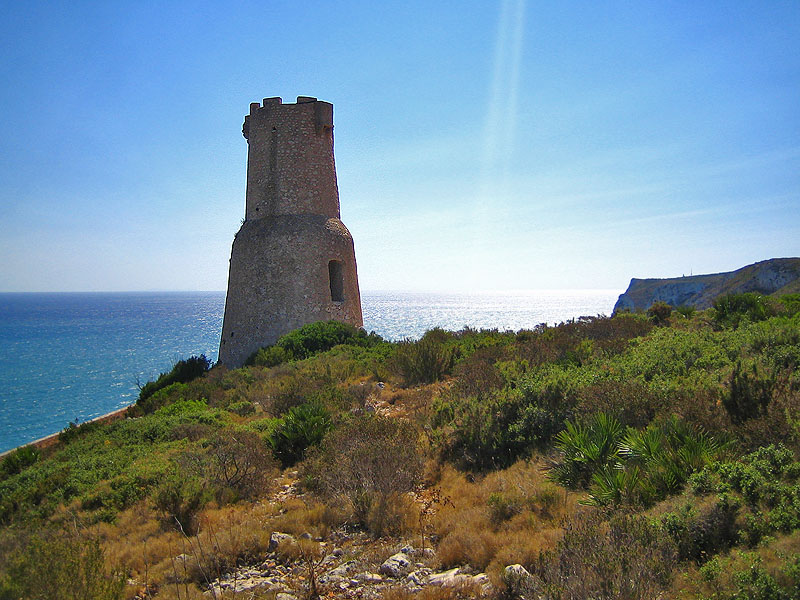
Věž Gerro.

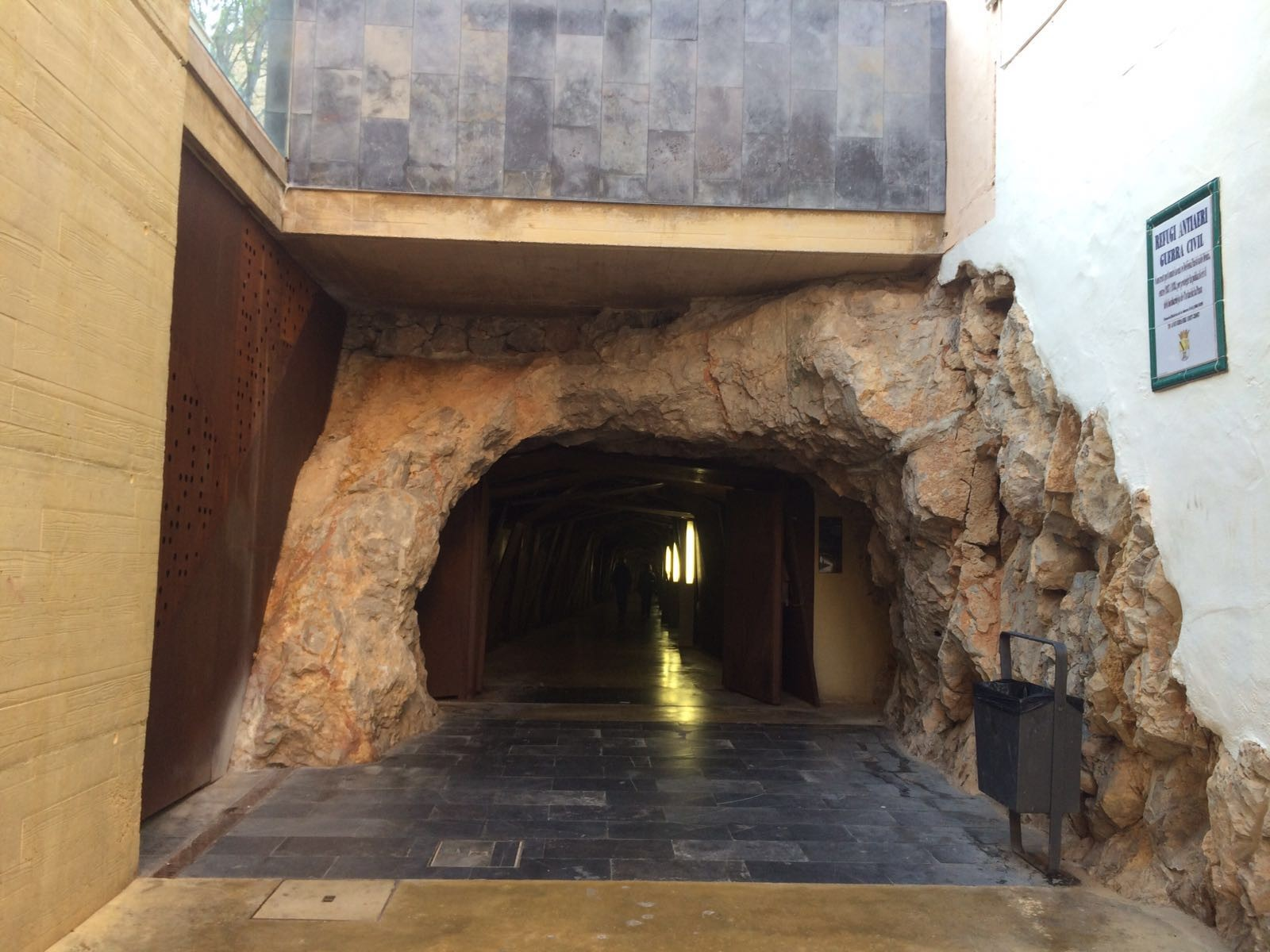
Vstup do úkrytu proti bombám občanské války.

Město se nachází v zátoce na úpatí masivu Montgó a jeho součástí jsou starověké čtvrti, jako jsou Les Roques nebo Baix la Mar. Ulice, které sestupují od hradu, připomínají arabskou minulost místa a spodní moderní část, která vznikla v době rozvoje obchodu s hroznovým vínem. Mezi nejzajímavější muzea a památky patří:
- Staré loděnice. 16. století, upraveno v 18. století.
- Radnice, neoklasicistní budova tvořená 6 půlkruhovými oblouky.
- Čtvrti:
  - Čtvrť Baix la Mar, čtvrť starých rybářů.
  - Čtvrť Les Roques, v okolí hradu.
- Třída del Marqués de Campo. Je to jedna z hlavních ulic. Obchodní centrum města s velkým počtem obchodů a restaurací. V létě je to pěší ulice.
- Opevněný dům v Benitzaině. Prohlášení za kulturní památku (BIC).
- Caseta del Pare Pere („Otec Pedro“), příklad venkovské architektury ze 17. století .
- Klášter Agustinas, 16. a 17. století .
- Kostely:
  - Kostel Nanebevzetí Panny Marie Valencijské baroko, 18. století.
  - Kostel sv. Antonína, 16. a 17. století, Přestavěn v 18. století.
  - Kostel a klášter Panny Marie Loretánské z 16. století, byl založen řádem bosých augustiniánských jeptišek v roce 1604.
  - Kostel Ježíše Pobreho
  - Kostel sv. Matouše z La Jara
- Archeologické památky:
  - De la Almadraba, typické římské námořní město od 1. do 4. století.
  - Vrcholu Benimaquía, starověké a iberské město (6. až 3. století př. n. l.) nacházející se na masivu Montgó.
  - Pico del Águila, pyrenejské osídlení (4. až 1. století př. n. l.) nacházející se na masivu Montgó.
- Poustevny:
  - San Juan, kulturní památka.
  - Santa Paula
  - Svatá Lucie z 15. století.
- Hrad byl postaven Maury na kopci (nebo tossal) na místě staršího osídlení. Od roku 1952 je v majetku města. Sídlí zde Archeologické muzeum. Byl zrekonstruován a v současné době je otevřen návštěvníkům po celý rok. Pod ním prochází tunel, který spojuje urbanizovanou pláž s centrem města.
- Valy, některé sekce městských valů jsou zachovány v dobrém stavu.
- Věže:
  - Torre de la Almadraba (nebo del Palmar): Věž Guaita, která prošla rekonstrukcí.
  - Torre del Gerro (Jarrón): strážní věž s komolým kuželovým tělem, které jí díky svému tvaru dává jméno (česky váza). Významným prvkem je erb Karla I. z XVI. století .
  - Torre de Carrals: významný soubor obranných budov. V současné době v soukromém vlastnictví.

### Pláže
Denia má pobřeží dlouhé 20 km, severní pláže jsou široké a písečné. Na jihu jsou skalnaté zátoky. Je zaveden systém řízení kvality a environmentálního řízení. Tyto pláže dosahují certifikátů ISO 14001 (environmentální management) a ISO 9001-2000 (management kvality). Má dvě pláže: Las Marinas a Las Rotas.
Mezi mnoha plážemi jsou i takové, které si zaslouží vyzdvihnout:
- V oblasti Les Marines jsou nejpísčitější[8] pláže: Les Deveses, L'Almadraba, Els Molins, Les Bovetes, Les Marines, Albaranes a Punta del Raset.

- Oblast Les Rotes se vyznačuje četnými zátokami (většinou kamennými) a promenádou (Marineta Cassiana, El Trampolí, La Punta Negra, Les Arenetes, La Cala).

## Kultura

### Tisk
Týdeník Canfali Marina Alta přináší zprávy z Denie a oblasti Marina Alta již od roku 1976. Denia.com jsou online noviny zaměřené na zprávy o Denia a regionu.

### Televize
Město sice nemá kanál, který by bylo možné naladit prostřednictvím televize, ale má dva online televizní kanály. TV Dénia a La Huit TV, které informují o všech novinkách v obci.

### Muzea
- Archeologické muzeum: cesta historií města. Od iberského původu až po 18. století. Nachází se na hradě Denia.
- Muzeum moře
- Etnologické muzeum: věnované Denii 19. století a obchodu s hroznovým vínem.
- Muzeum hraček: expozice hračkářského průmyslu v Denii od roku 1904 do roku 1960.
- Umělecké centrum "La Estación": kulturní centrum, kde se konají dočasné výstavy.

### Síť městských veřejných knihoven Denia
- Centrální knihovna
- Knihovna Baix la Mar
- Knihovna Enric Valor, Jesús Pobre

### Školství
Veřejné:
- CEIP Montgó: mateřská škola, základní škola
- CEIP Les vesanes: mateřská škola, základní škola.
- CEIP Cervantes: mateřská škola, základní škola.
- CEIP Pou de la muntanya: mateřská škola, základní škola.
- CPEE Raquel Payá: odborné vzdělání.
- IES Historiador Chabás: ESO, BTCH a odborné vzdělávání.
- IES Sorts de la Mar: ESO, BTCH a odborné vzdělávání.
- IES María Ivars: ESO, BTCH a odborné vzdělávání.

Soukromé:
- Paidos: mateřská škola, základní škola a ESO.
- Nejsvětějšího srdce: mateřská škola, základní škola a ESO.
- Maristas: mateřská škola, základní škola a ESO.
- Alfa a Omega: mateřská škola, základní škola a ESO.

### Gastronomie

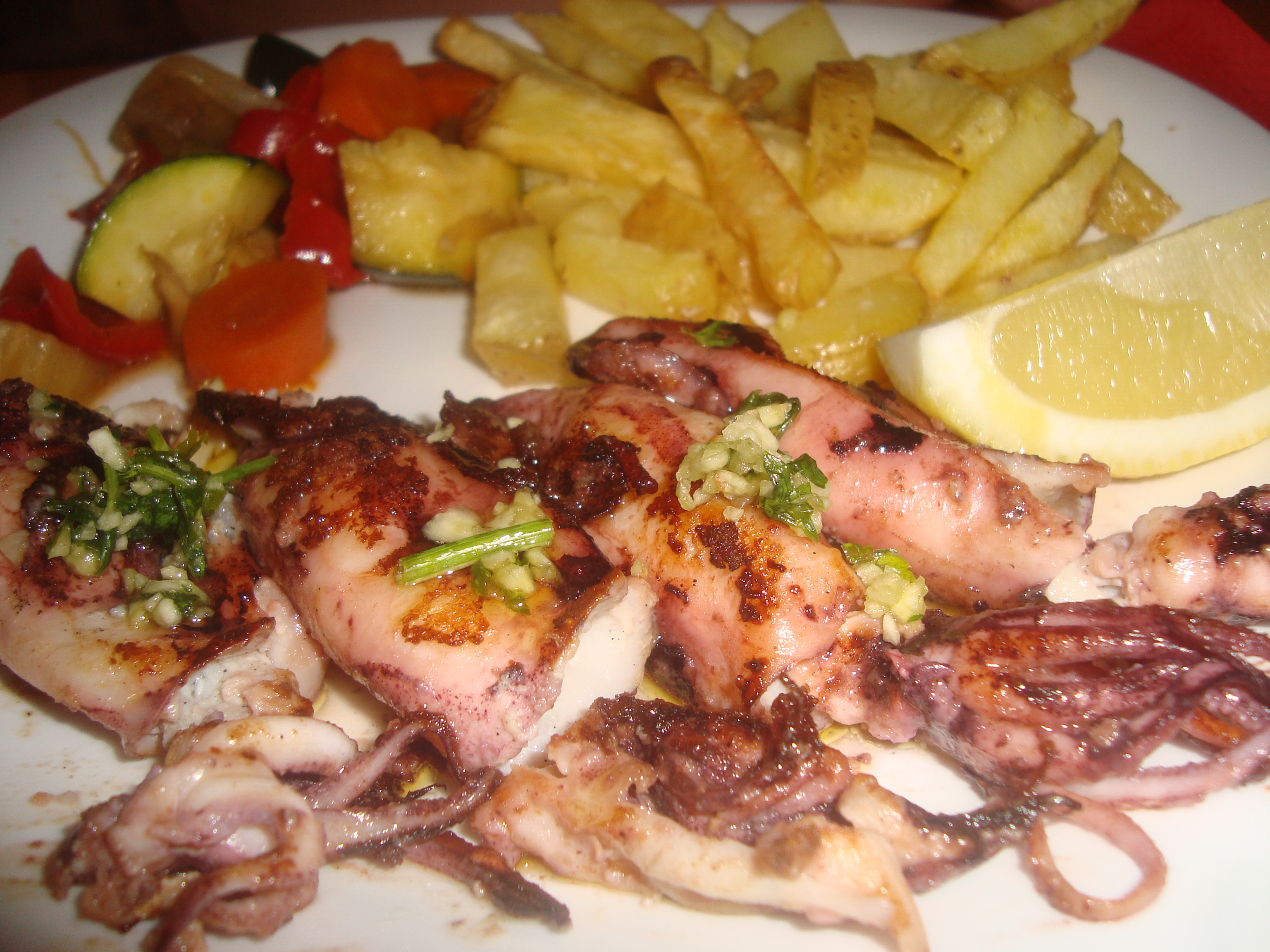
Grilovaná chobotnice, typická kuchyně Denie.

Denia patří do vybrané skupiny měst, která UNESCO jmenovalo Kreativním městem gastronomie. Rýže, ryby a mořské plody, zejména vyhlášené a oblíbené vařené červené krevety. Hrnec mořských plodů (suquet), dorty, espencat, alioli, llandeta, sušené chobotnice, krevety s mangoldem atd. Mistela a hroznové víno jsou základem vynikající gastronomie, ke které je třeba přidat citrusové plody.

### Festivaly
Je považováno za jedno z nejslavnostnějších měst na kontinentu.
Leden
- Průvod Tří králů (5. ledna): než se Tři králové vylodí v přístavu a zúčastní se průvodu, královský pošťák vybírá dopisy s přáními malých dětí. Průvod prochází hlavními ulicemi města.
- Pouť k poustevně sv. Pavly (26. ledna): hlavní událostí je procesí a porrat, trh s typickými výrobky a sladkostmi.

Únor
- Půlrok Maurů a křesťanů (různé datum; v roce 2010: 27. února): neformální průvod filaes (skupin Maurů a křesťanů) ulicemi.

 Březen
- Průvody (od 15. do 19. března):

Denia má 12 průvodů ve čtvrtích:

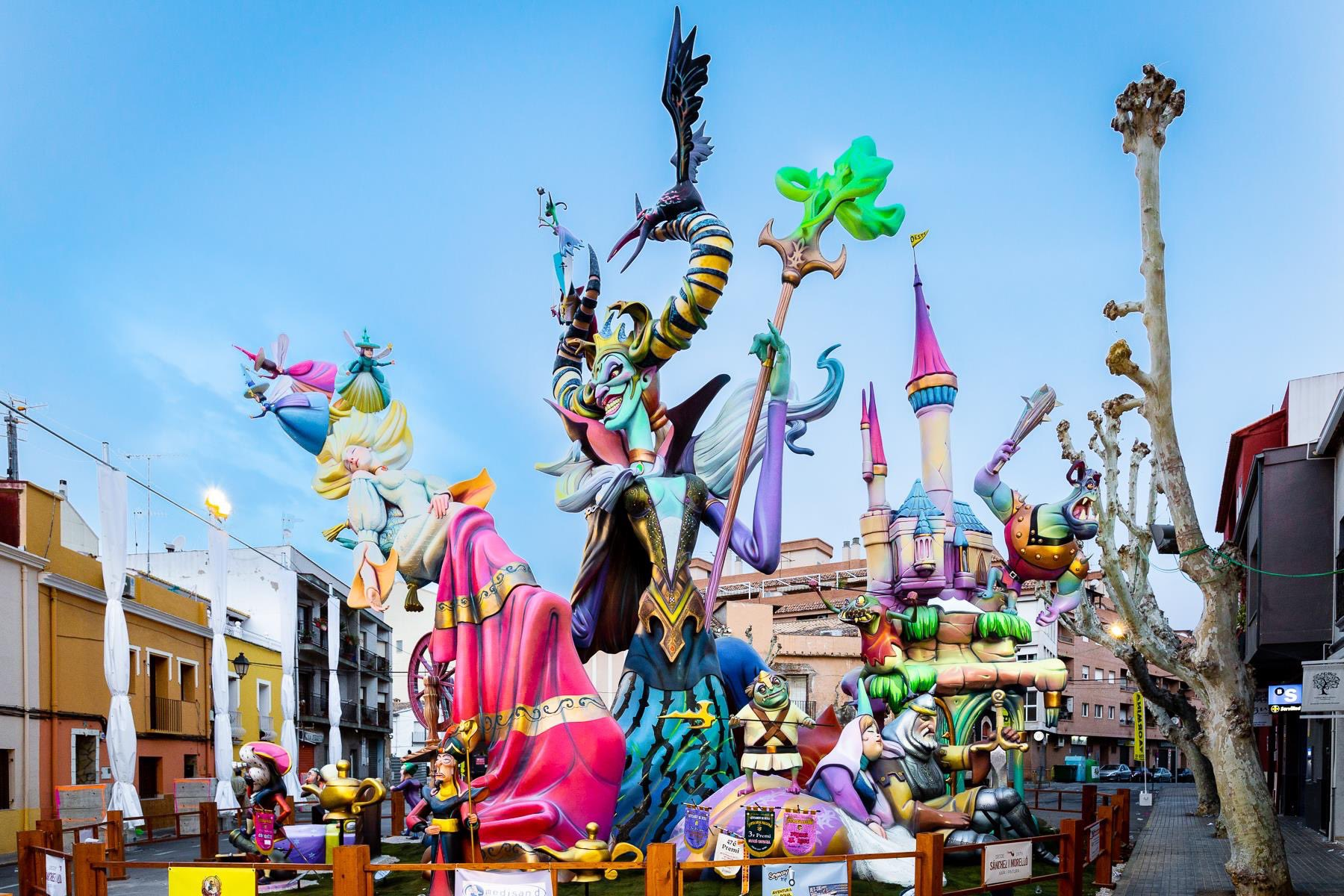
Průvod západní částí města, 2019.

Průvod Baix La Mar, Průvod Campaments, Průvod Camp Roig, Průvod Centro, Průvod Darrere del Castel, Průvod Diana, Průvod Les Roques, Průvod Oeste, Průvod Paris Pedrera, Průvod Port Rotes, Průvod Saladarov a oficiální průvod.
Průvody jsou v Denii provozovány každoročně. Slavnosti začínají průvodem a hlavní roli zde hraje střelný prach se všemi svými velkolepými projevy. Průvody, mascletà (ohňostroje), hudba, oblíbené obědy a večeře, umělecké ohňostroje.
- plantà de las Fallas: rozmístění památek průvodu v jednotlivých čtvrtích;
- mascletà: v každé čtvrti je při průvodu přibližně ve 14:30 odpáleno velké množství raket, které naplní město hlukem a střelným prachem;
- los pasacalles: falleros tančí ulicemi za doprovodu hudební skupiny;
- květinová oběť Panně Marii de los Desamparados: jedna z hlavních událostí, při níž se falleros oblékají do svých nejlepších kostýmů a jdou v průvodu k Panně Marii s kyticemi květin, které pokládají na její plášť;
- cremà: spálením fallas se slavnost ukončí. Nejdříve se spálí dětské fallas, aby ustoupily větším fallas. V Denii se všechny fallas nepálí najednou, ale postupně. Turisté i obyvatelé si tak mohou vychutnat pálení několika fallas.

Květen
- Virgen de los Desamparados (proměnlivé datum: druhá neděle v měsíci. 2010: 9. května): patronka námořníků. Procesí v přímořské čtvrti "Baix la Mar".
- Fiesty v ulici Santísima Trinidad (proměnlivé datum: prvních čtrnáct dní v červnu. 2010: 29. a 31. května): typická ulice ve čtvrti Les Roques, na úpatí městského hradu. Pouliční slavnosti, taneční zábavy pod širým nebem, soutěže kostýmů, oblíbené obědy a večeře.

Červen
- Pouť k Panně Marii (neděle po Božím těle): koná se v neděli po Božím těle. Mezi hlavní události patří procesí, mše a venkovská slavnost (Casa de Andalucía).
- Ohně San Juan (od 20. do 24. června): v Denii se konají tři "ohně" nebo komise. Oheň v El Bassot, oheň v L'Hort a oheň v Les Portelles. Přestože v noci na San Juan nejvíce "hoří" lepenkové památky, existují místa, jako je ulice Les Portelles, kde se tradice pálení starých věcí udržuje. Slavnosti svatojánských ohňů jsou spojeny s poutí do poustevny a se slavnostmi v poustevně San Juan, kde se koná tradiční mše a typický porrát (trh s typickými výrobky a sladkostmi).
- Slavnosti v poustevně sv. Jana (od 20. do 24. června): u příležitosti svátku sv. Jana se koná pouť z Denie do poustevny. V poustevně se konají různé náboženské a rekreační akce: mše, tradiční porrat (trh s typickými výrobky a sladkostmi) atd.
- Fiestas v ulici San Pedro (28. a 29. června): v této ulici v rybářské čtvrti se v těchto dnech konají pouliční slavnosti, mše a pouliční party.
- Fiestas ve čtvrti La Pedrera (28. a 29. června): čtvrť vyzdobí své ulice pro oslavy pouličních slavností, cucañas a procesí na počest svatého Petra. Fiesta také "zní" v [mascletá] a despertà.

Červenec
- Slavnosti patrona ke cti Svaté krve a Bous a la mar (prvních čtrnáct dní v červenci): Den Svaté krve se slaví vždy druhou středu po svátku sv. Petra. Nejdůležitější informace:
  - Bous a la Mar (býci na moři), vyhlášen za festival v seznamu Národních turistických památek. Někdy mu předchází "entrada de los toros" (býci běží po hlavní ulici na náměstí v přístavu). Představení spočívá v tom, že účastníci vběhnou na pláž a dbají na to, aby je býk následoval a spadl do moře, aniž by se ho dotkli. Po vstupu do vody je býk veden k výstupní rampě, která je umístěna vedle náměstí.
  - Koncert hudebního souboru Agrupación Artístico Musical de Denia ve středu na svátek Santísima Sangre.
  - Poslední sobotu slavností se koná průvod, který je vyhlášen za slavnost turistického zájmu provincie. Průvodu se účastní všechny obecní Fallas.
  - Ohňostroj, který je vyvrcholením a závěrem slavností, bývá odpálen z Escollera Norte del Puerto.
  - Další akce: Během tohoto týdne se koná velké množství akcí, jako jsou koncerty, taneční zábavy pod širým nebem, zábavné aktivity pro děti, sportovní soutěže atd.
  - Na počest svaté Kristovy krve se konají také různé náboženské akce, včetně mše v den svaté krve s rozdáváním požehnaného chleba a odpoledního procesí.

Srpen
- Maurové a křesťané, slavnosti na počest San Roque (13. – 16. srpna): ulice Denia se v polovině srpna plní Maury a křesťany. Jsou to účastníci velvyslanectví, přehlídek a vyvěšení vlajky. Program zdůrazňuje přistání a doteky bullseye, a především Gala Parade, kde za zvuku hudby a svátečního tempa nosí Maurové a křesťané své luxusní kostýmy. Nejvýznamnější akty:
  - 13. srpna: Maurské přistání, podepsání příměří.
  - 14. srpna: galavečer dětí.
  - 15. srpna, velký den večírku: slavnostní průvod.
  - 16. srpna: Křesťanské přistání, parlamenty, bitva o harquebusier, zázrak mlhy, kapitulace a ústup. Ohňostroj hrad.
- Mauři a křesťané, slavnost na počest svatého Rocha (13.-16. srpna): v polovině srpna se ulice města Denia zaplní Maury a křesťany. Jsou to účastníci průvodů a vztyčování vlajky. K vrcholům programu patří vylodění a slavnostní průvod, kde Maurové a křesťané předvádějí své luxusní kostýmy za zvuků hudby a slavnostního kroku. Nejvýznamnější události:
  - 13. srpna: vylodění Maurů, podepsání příměří
  - 14. srpna: dětský slavnostní průvod
  - 15. srpna: velký den festivalu, slavnostní přehlídka
  - 16. srpna: vylodění křesťanů, bitva arkebuzírů, zázrak v mlze, kapitulace a ústup, ohňostroj

Září
- Fiestas de San Agustín v Las Rotas (poslední víkend v srpnu nebo první víkend v září): slavnosti na počest svatého Augustina, které se konají o víkendu nejbližším svátku patrona.

Říjen
- Jarmark Všech svatých (od konce října do začátku listopadu): na esplanádě Torrecremada. Zábavní trhy, ruské kolo, poníci atd.

Prosinec
- Středověký trh (od 4. nebo 5. prosince do 8. prosince): koná se v ulicích historického centra.
- Pouť k poustevně sv. Lucie (13. prosince): koná se pouť, která vrcholí v poustevně Santa Lucía, kde se koná typický Porrat (trh s typickými výrobky a sladkostmi).
- Nit de la Llum (Noc světla): v polovině prosince se v ulicích centra města rozsvítí více než 8 000 svíček.

## Partnerská města
- Cholet (Francie), od roku 1996.